# Базельский франк
Базельский франк (нем. Franken) — денежная единица швейцарского кантона Базель в 1805—1833 годах. Франк = 10 батценов = 100 раппенов.

## История
Чеканка монет кантона в батценах начата в 1805 году, в раппенах — в 1810-м. В 1833 году кантон был разделён на два полукантона: Базель-Штадт и Базель-Ланд. Монеты кантона к этому времени уже не выпускались, их чеканка была прекращена в 1826 году. Вновь образованные полукантоны своих монет не выпускали.
Конституция Швейцарии, принятая в 1848 году, устанавливала исключительное право федерального правительства на чеканку монеты. 7 мая 1850 года был принят федеральный закон о чеканке монет, в том же году начата чеканка швейцарских монет.
В 40-х годах XIX века частными банками был начат выпуск банкнот. Федеральный закон о выпуске и изъятии из обращения банкнот был принят только в 1881 году. В 1891 году внесены изменения в Конституцию Швейцарии, которые выпуск банкнот также передавали в ведение федерации. В 1905 году был принят закон о Национальном банке Швейцарии. Банк начал операции и выпуск банкнот в 1907 году. Базельские банки прекратили выпуск банкнот в 1910 году.

## Монеты и банкноты
Чеканились монеты:
- биллонные: 1, 2, 5 раппенов, 1⁄2, 1 батцен;
- из серебра: 3, 5 батценов[2].

Выпускали банкноты:
- Basellandschaflishe Kantonalbank (основан в 1864, выпускал банкноты до 1910): 20, 50, 100, 500, 1000 франков;
- Bank in Basel (основан в 1844, выпускал банкноты до 1907): 50, 100, 500, 1000 франков;
- Basler Kantonalbank (основан в 1899, выпускал банкноты до 1910): 50, 100, 500, 1000 франков;
- Passavant & Co (ок. 1840): 100 франков[3].